# Hanenkap
De hanenkap  of het hanenkappen is een folkloristisch gebruik dat voornamelijk in de Kempen voorkomt. Het luidt meestal het begin van carnaval in. 

## Geschiedenis
De oorsprong van de hanenkap gaat terug tot in de middeleeuwen en is verwant aan het ganstrekken. De traditie is afkomstig uit Wallonië. De onthoofding van de haan wordt wel uitgelegd als symbool voor het verdrijven van de Franse overheersing, verwijzend naar de Gallische haan. Echter, in andere plaatsen in West-Europa hadden andere dieren de functie van zondebok voor de uitspattingen van carnaval en zo is het ook mogelijk dat hanen domweg gekozen werden doordat er veel rondliepen. Ook waren er kwelspelen met hanen in Engeland, waar Frankrijk geen grote invloed had. 

## Ritueel
De opzet van een hanenkap verschilt, maar bestaat er steeds uit dat een haan omgekeerd in een bodemloze mand gehangen wordt. Vroeger was de haan levend bij aanvang van het ritueel, tegenwoordig wordt geopteerd voor een tevoren gedode haan. Het ritueel begint met een 'hanenlied'. Hierin wordt de haan eerst geprezen en geëerd om zijn leven en vervolgens terechtgesteld tot de dood. 
Jonge mannen en vrouwen, vroeger was ongehuwd zijn ook een voorwaarde, schuiven aan en proberen met een houten of botte sabel de haan te onthoofden. Ze doen dit vaak geblinddoekt en afhankelijk van de streek gebeurt het staande, per fiets of op een ronddraaiend rad. De hanenkap vindt meestal op verschillende wijken van een dorp of stad plaats. Zo leeft het gebruik in het Kempische dorp Olmen in vijf wijken.
Wie de haan onthoofdt, wordt tot koning gekroond. Hij of zij is dan een jaar lang koning van de wijk. De persoon die de haan het vaakst, onsuccesvol heeft aangeraakt, wordt de ordenance, of onderkoning. In sommige streken wordt de persoon die net voor de nieuwe koning aan de beurt was tot onderkoning gekozen, hij of zij heeft immers de nek klaargemaakt voor het finale oordeel.
De kroning van de koning of koningin wordt besloten met een groots bal, waarvoor de koning vaak opdraait. De haan wordt geplukt, gekookt en verwerkt tot een stoofpotje, als laatste vlees voor de vasten. Later op de avond zal de koning de carnavalspartijen leiden doorheen het dorp, van kroeg tot kroeg. 
De koning van de hanenkap heeft doorheen het jaar geen verdere verplichtingen. Het gaat dus louter om een ceremoniële aangelegenheid. 

## Dierenwelzijn
Hoewel de haan tegenwoordig reeds dood is bij het ophangen in de mand, worden er vragen gesteld bij het ethische karakter van het gebruiken van dieren voor volksvermaak. Dierenrechtenorganisatie Gaia strijdt al enkele jaren voor de afschaffing van de hanenkap, maar ving tot dusver bot.

## Plaatsen waar de hanenkap traditie is
Dit overzicht is mogelijk incompleet; u kunt helpen door het uit te breiden.
- Aarschot
- Balen
- Ham
- Lommel
- Olmen
- Rijkevorsel
- Rillaar
- Scherpenheuvel-Zichem
- Ekeren